# 有子山城
有子山城（日语：／ Arikoyama-jō *）是一座位於日本兵庫縣豐岡市出石町（舊為但馬國出石郡）的城。別名為有子城。續日本100名城之一。

## 歷史

### 安土桃山時代
永祿12年（1569年），山名氏之居城此隅山城遭木下藤吉郎攻陷，家督山名祐豐隨即逃至和泉國堺，後經過今井宗久的斡旋，祐豐得回至但馬，並於天正2年（1574年）建築有子山城
。
命為「有子」是因為之前的居城名「此隅」可念作「こぬすみ」，此與「子盗み」音相似，不是個吉祥的名字，所以才將居城命此名。
天正8年（1580年），有子山城受到羽柴秀長的侵攻，後因不敵羽柴軍而開城投降，該城亦成為織田氏之據點。城主由秀長擔任，城代則由木下昌利負責。同11年（1583年），秀長轉為姬路城城主，有子山城代改由青木一矩掌管。同13年（1585年），秀長移封至大和國大和郡山，有子山城主由坪內光景擔負。
文祿4年（1595年），光景因「秀次事件」而賜死，城主改為小出吉政擔任。慶長9年（1604年），吉政移至岸和田藩，其子小出吉英在有子山山麓建造出石城，並將居城移至該城，有子山城而因此遭到廢城。另一說法是有子山城換作為出石城的詰城，直至元和元年（1615年）因一國一城令的發布才遭廢城。

平成8年（1996年），與此隅山城一併被指定為國之史跡 。
平成29年（2017年），和出石城一同入選為續日本100名城（162號）。

## 構造
有子山城為連郭式山城。在海拔高321公尺的有子山山頂為本丸，由本丸延伸出去之三個山脊上分別配置曲輪。西側為六階梯狀的「井戶曲輪」，東南側則是名為「千疊敷」之曲輪，另外在主郭和千疊敷之間有個寬28公尺、深12公尺的大堀切。主要可分為三個區域：

### 山頂
在山頂的本丸寬為42公尺、長為20公尺。北側和西側具有4公尺高的石垣，南側則有土壘，西南端有具石階的虎口。經由石垣的推砌方法以及其表面選用的瓦片，推測是在秀長時期建成。千疊敷的東端有櫓台的遺跡，發掘出瓦片、丹波燒擂鉢片、青磁片、天目茶碗等16世紀末至17世紀初的物品，推斷此處作為居住空間使用。

### 山腰
山腰處有階梯狀的曲輪群，和用於防禦的堀切與豎堀。主郭北側、西北側和千疊敷東側的曲輪、堀切與豎堀皆為山名氏構成，但北側的小規模曲輪群為在山名氏時期以前所建造而遺留下來的。

### 山麓
根據在出石城的本丸和二之丸的調查，發現兩區域石垣內的裏込石和瓦片應於文祿、慶長年間，因此可推斷出石城的前身為城主居館。

## 圖片

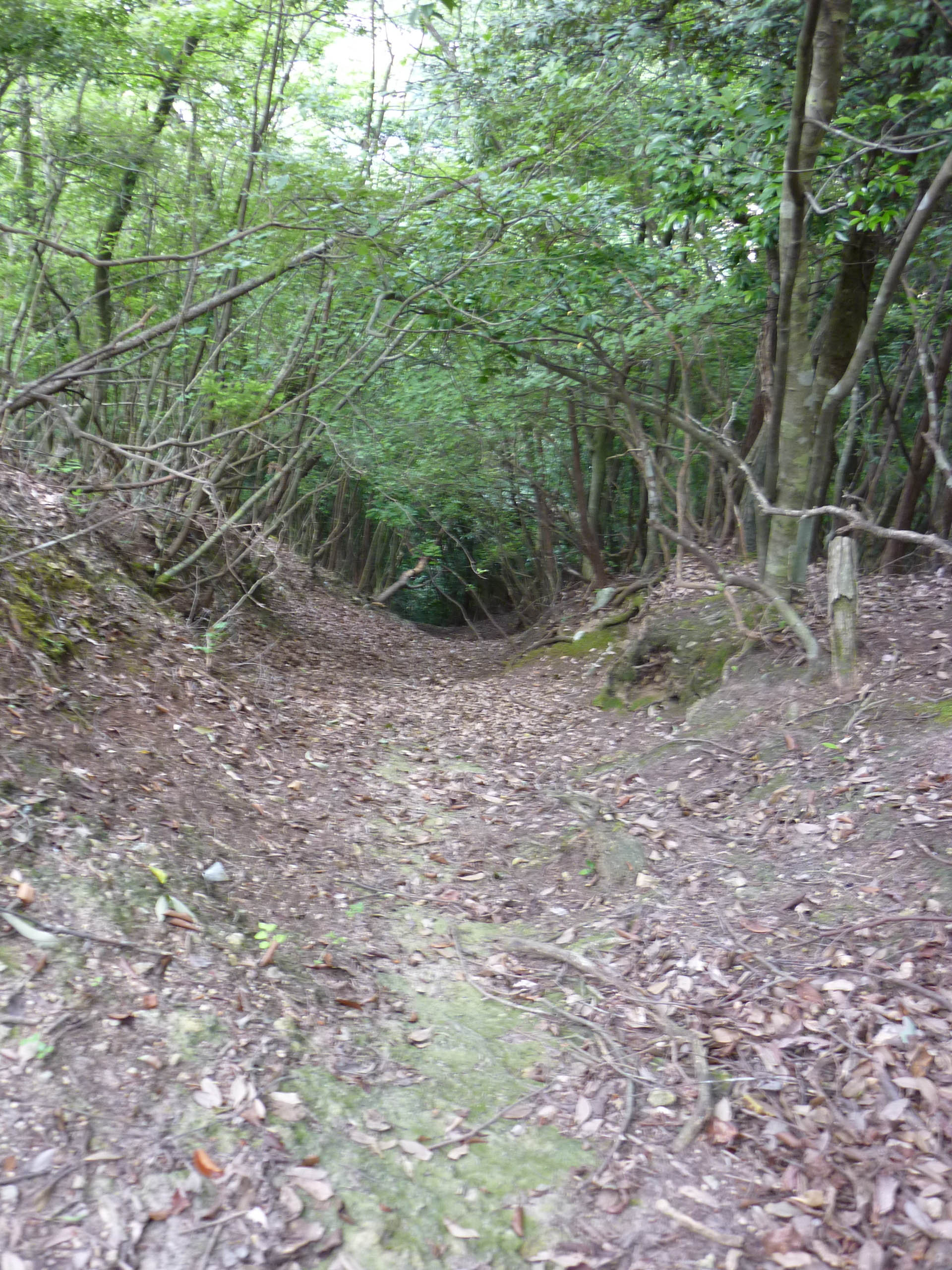
豎堀跡
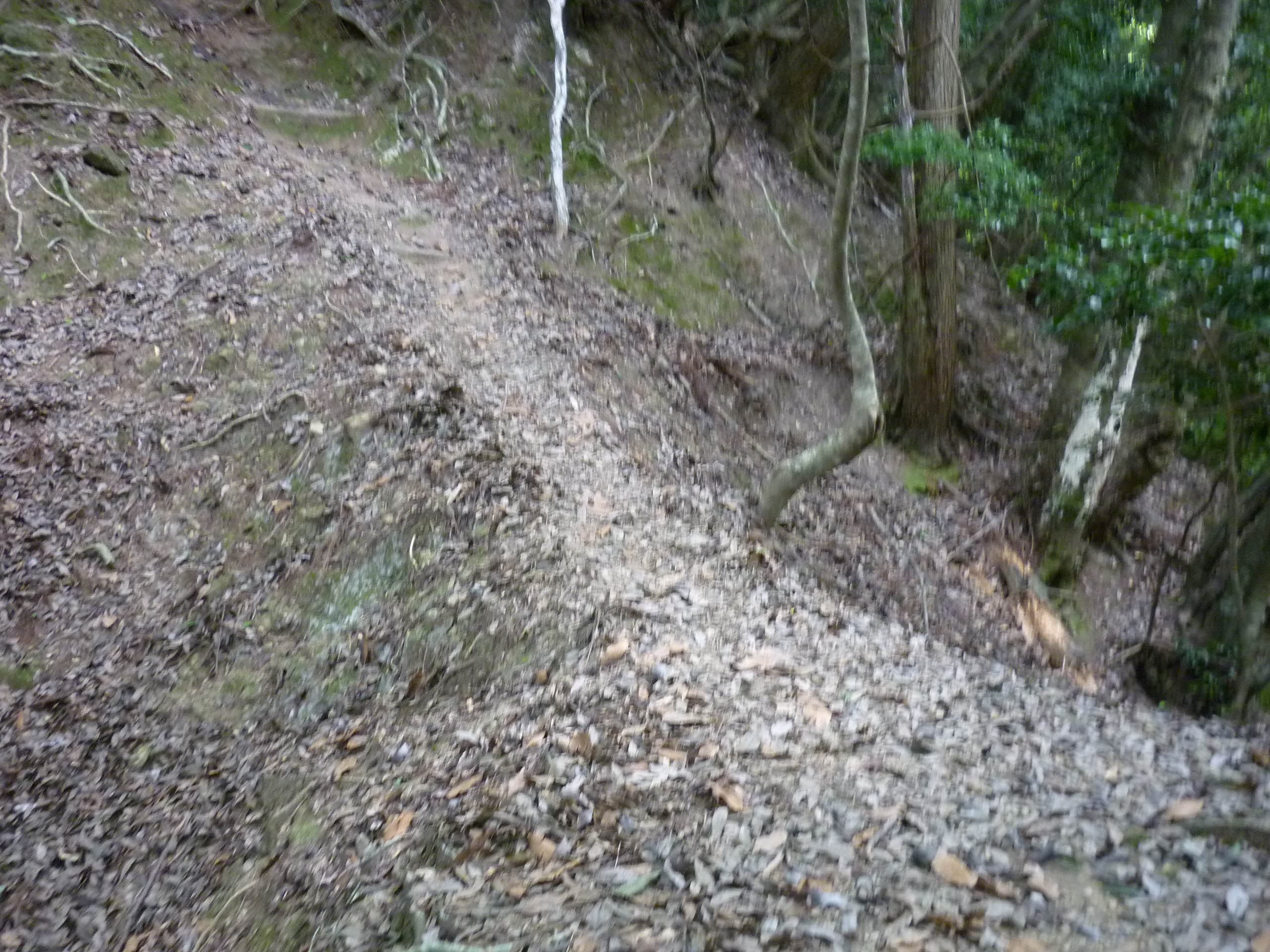
土橋跡
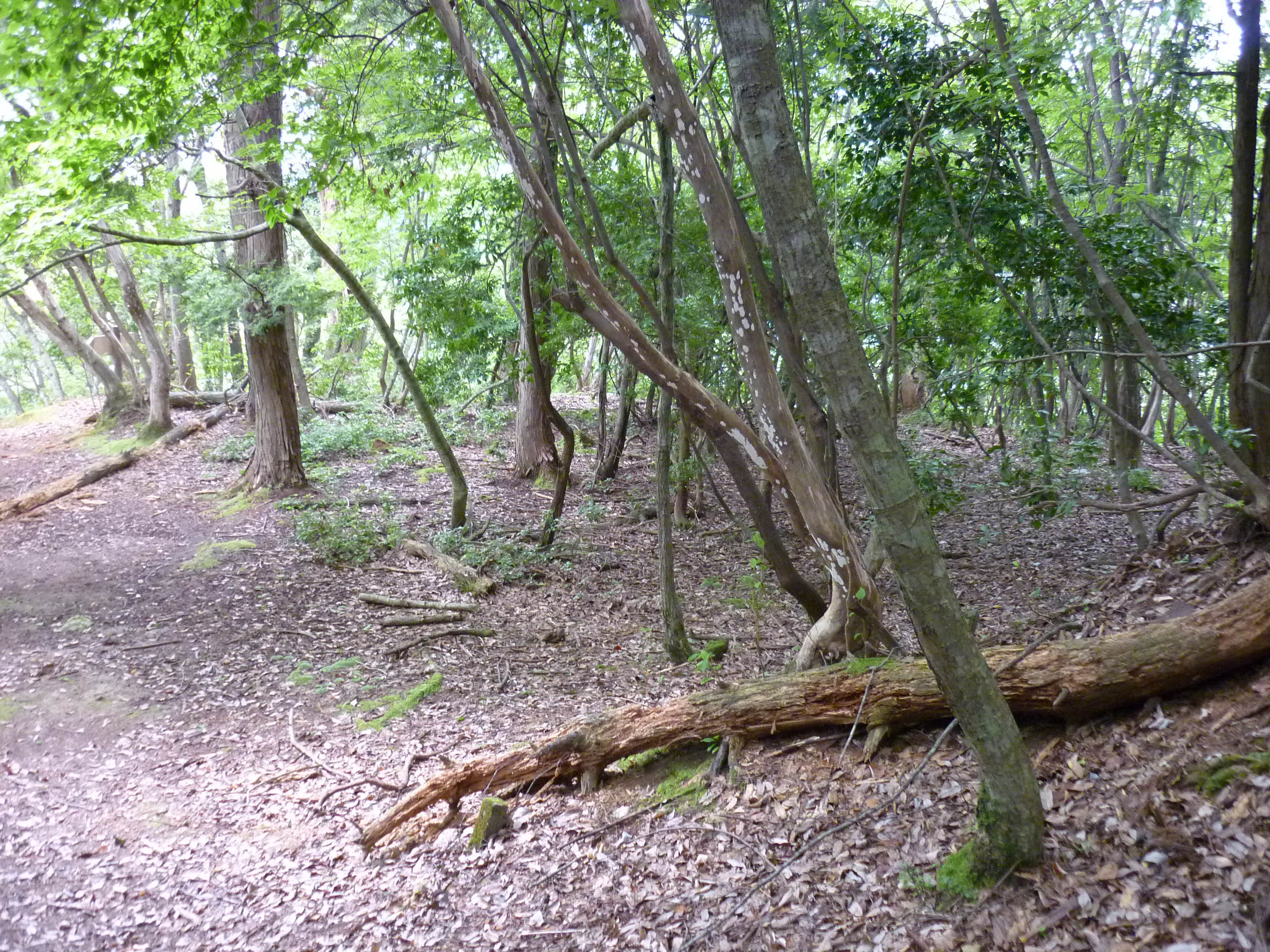
曲輪跡
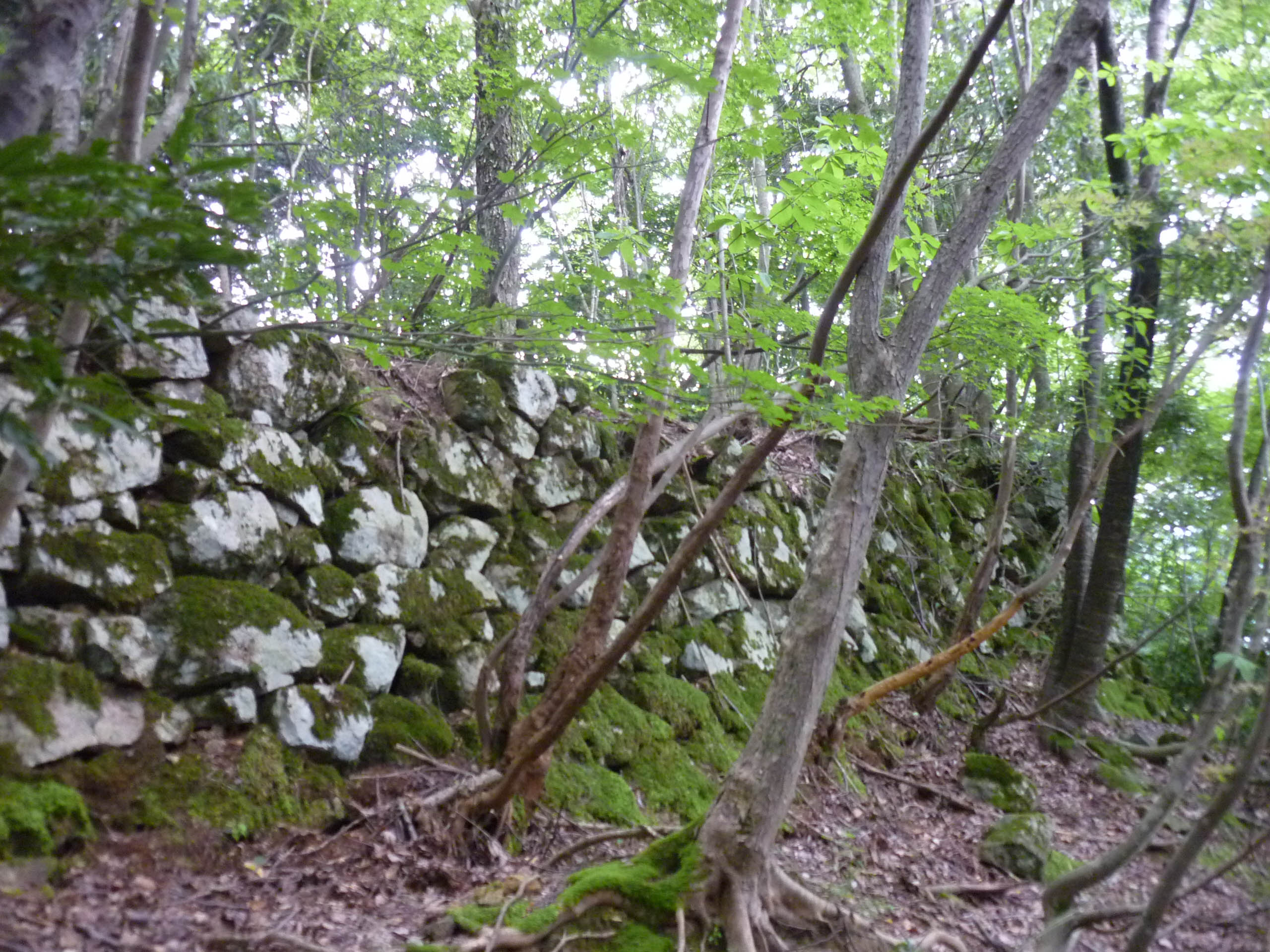
石垣跡（1）
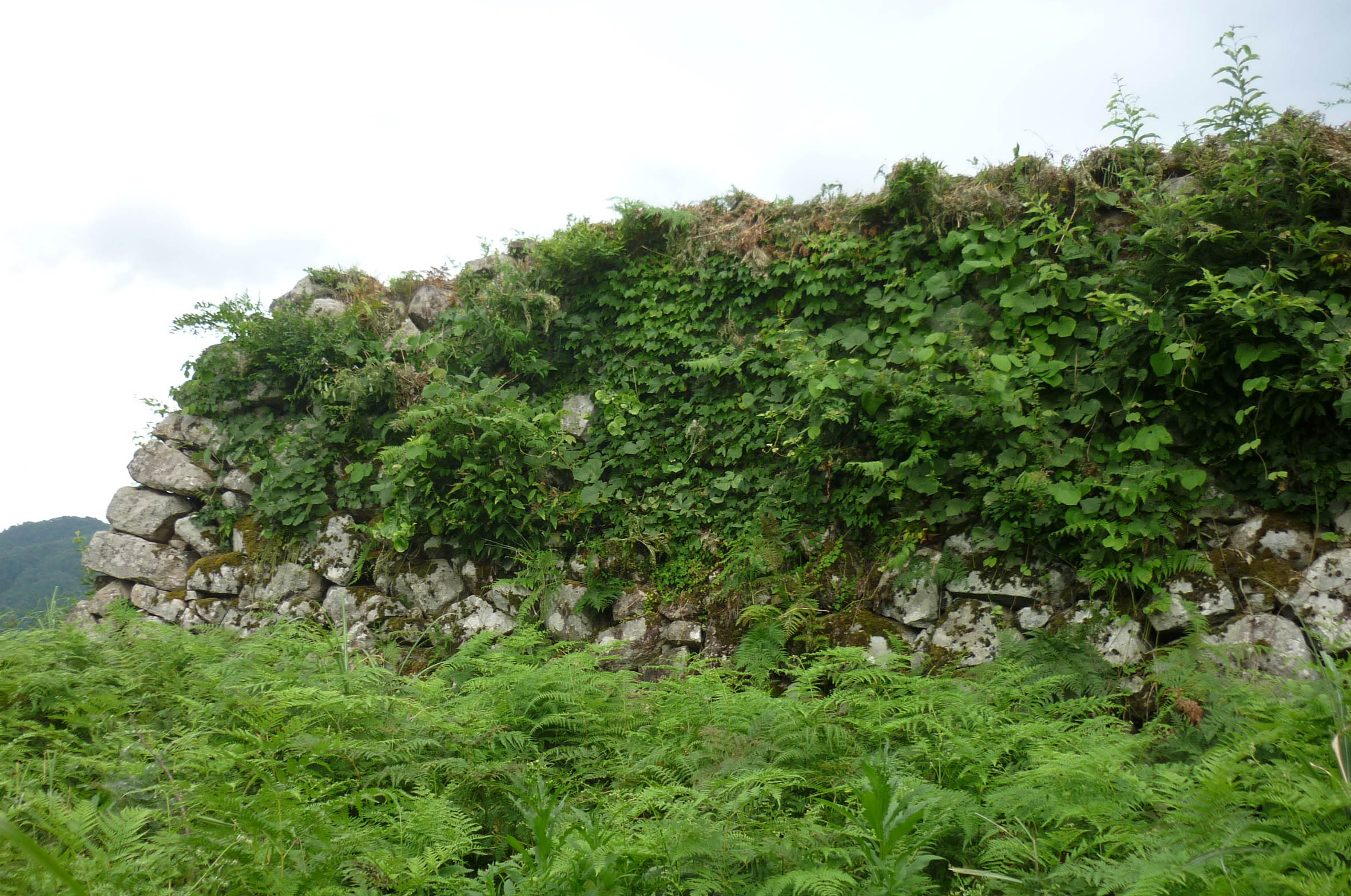
石垣跡（2）
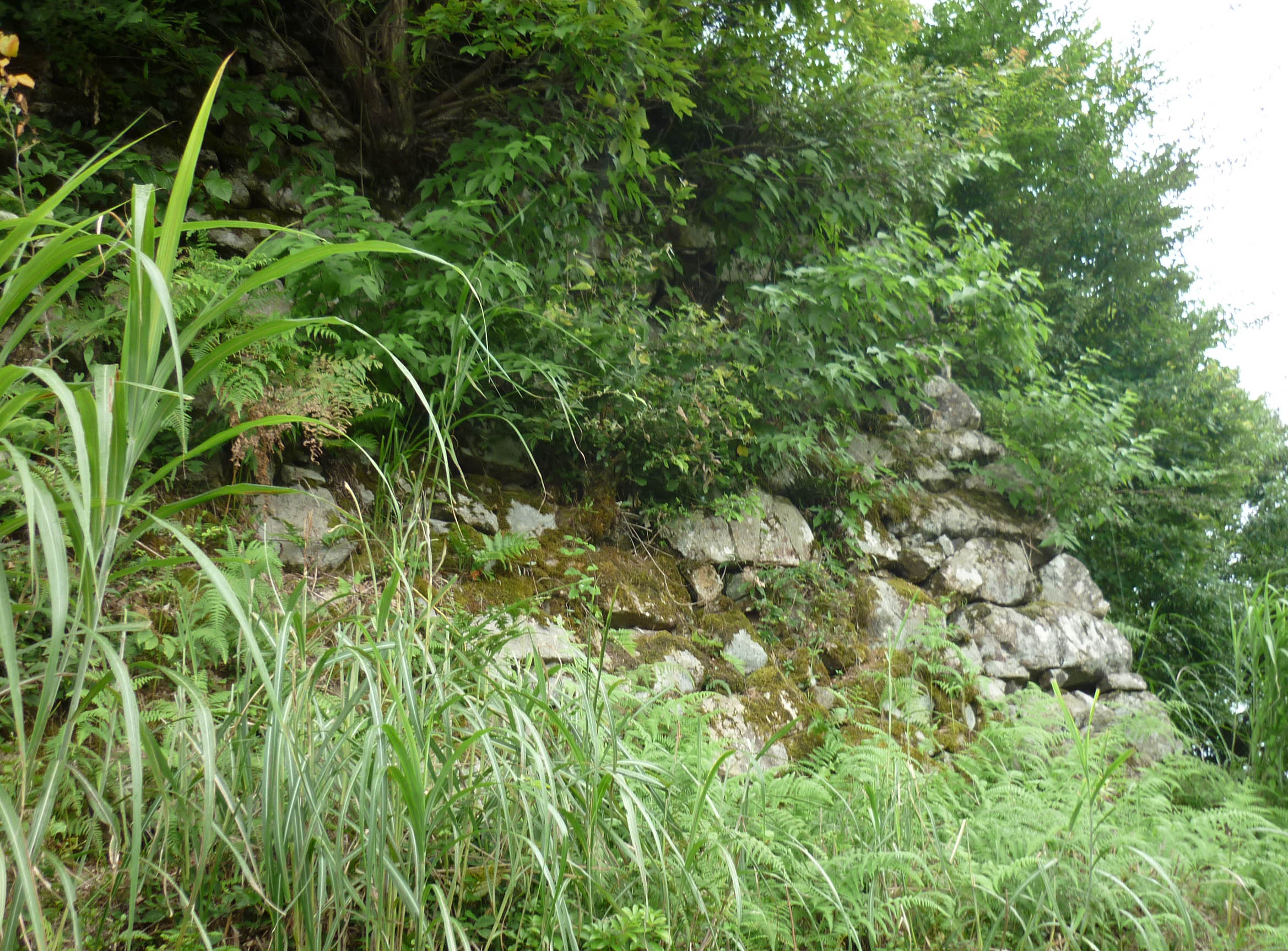
石垣跡（3）
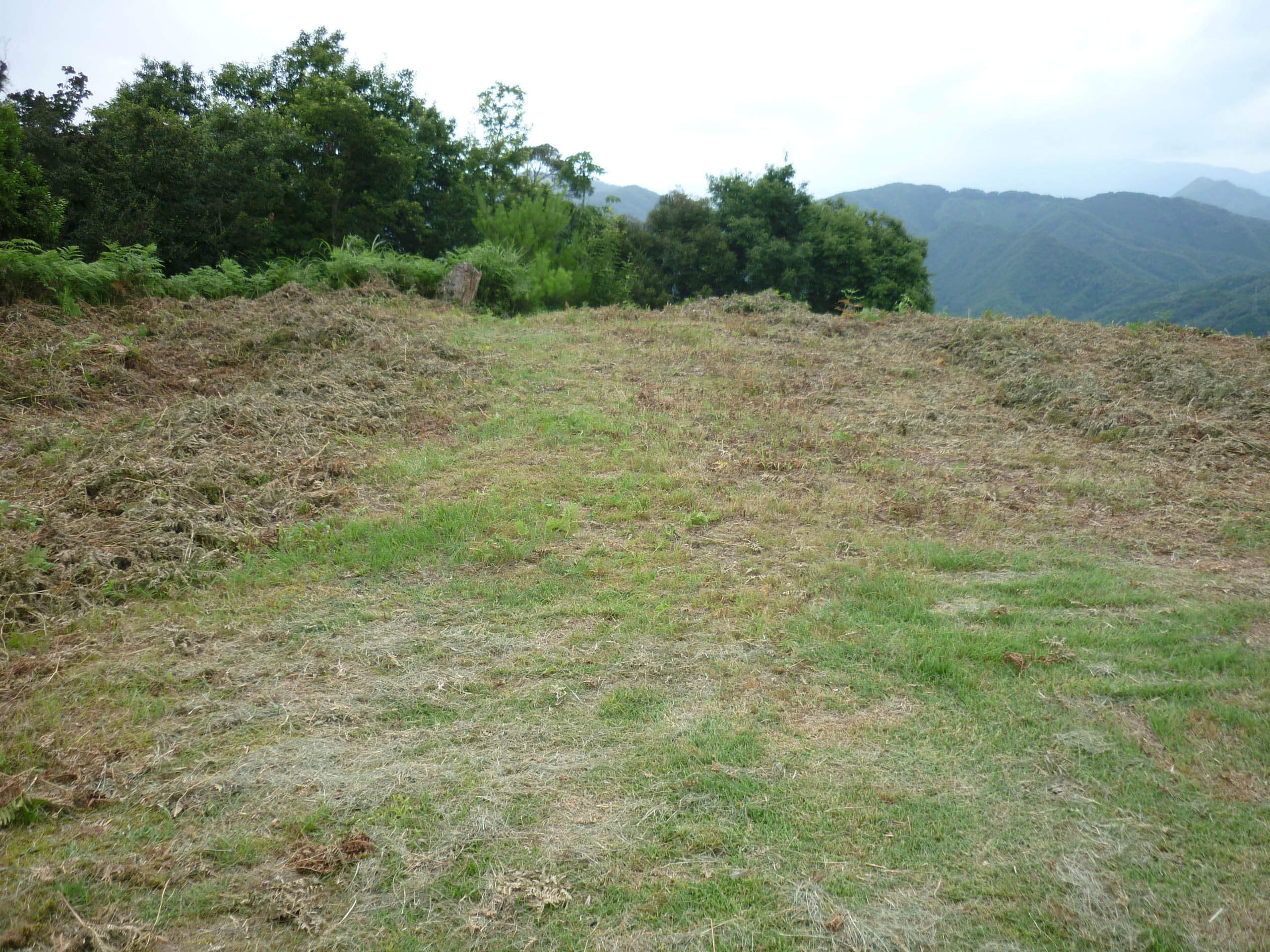
本丸跡

## 歷代城主
| 就任期間  | 氏族   | 城主     |
| --------- | ------ | -------- |
| 1574-1580 | 山名氏 | 山名祐豐 |
| 1580-1585 | 羽柴氏 | 羽柴秀長 |
| 1585-1595 | 坪內氏 | 坪內光景 |
| 1595-1604 | 小出氏 | 小出吉政 |
| 1604      | 小出氏 | 小出吉英 |

## 交通方式
電車和巴士
- 由JR西日本山陰本線之「八鹿車站」或「江原車站」或「豐岡車站」出站後，搭乘全但巴士（日语：全但バス）至「出石」約30分，下車後徒步約走5分。

汽車
- 由北近畿豐岡自動車道之八鹿冰之山交流道（日语：八鹿氷ノ山インターチェンジ）下交流道，行駛約45分。
- 由舞鶴若狹自動車道之福知山交流道下交流道，行駛約60分。

## 註解
1. ↑  小石頭堆積在石垣內側的稱呼，其可提升石垣的穩定度，也可加快內層的排水速度。

## 外部連結
- 有子山城跡 （页面存档备份，存于） - 日本の小さな城下町 丹波・丹後・但馬の小京都・出石の観光案内
- 有子山城 （页面存档备份，存于） - 兵庫県官方觀光網站
- 出石城下町から登れる山城「有子山城跡」 （页面存档备份，存于） - 豐岡市官方觀光網站